# 자신의 진영에서 폭동을 진정시키는 게르마니쿠스
《자신의 진영에서 폭동을 진정시키는 게르마니쿠스》(프랑스어: Germanicus apaise la sédition dans son camp, 영어: Germanicus Calms Sedition in his Camp)는 프랑수아앙드레 뱅상이 1768년에 그린 유화이다. 이 작품은 경쟁작으로 제작되었으며, 1768년 왕립 회화 조각 아카데미와 로마 대상에서 모두 1등상을 수상했다. 뱅상의 희망사항에 따라 현재까지 파리의 파리 보자르에 소장되어 있다.
1768년 왕립 아카데미는 경연 대회를 위해 타키투스의 《로마 편년사》의 1권, 40~44쪽에 나오는 내용과 수에토니우스의 《황제전》의 5권, 1쪽에 나오는 내용을 경연 주제로 설정했는데, 프랑스 문예지인 《메르쿠리우스 드 프랑스》 1768년 10월호에서는 "이 주제는 고귀한 기운을 통해, 학생들로 하여금 비극적인 장면이 이미 너무 고양된 젊은이들의 머릿속에 영감을 줄 수 없는 지혜로운 작품을 만들도록 한다."고 평했다. 이 주제에 대해 뱅상은 아우구스투스가 죽은 후 티베리우스 대신 자신을 황제로 만들겠다는 군인들의 제안을 게르마니쿠스가 거부하는 모습을 묘사했으며, 왼쪽에는 대 아그리피나와 미래의 칼리굴라가 있다.